# Блиндаж
Блиндаж (од фра. blindage) је врста склоништа за зашиту војника од дјеловања зрна, експлозија и дјеловања оружја масовног уништења.
Послије Другог свјетског рата се гради за 8-14 особа, дужине до 3 метра, висине до 2, а ширине око 1.2 метра. Гради се од џакова земље, камена, таласастог лима, гвожђа, балвана и слично. Дебљина зидова склоништа треба да буде барем један метар ако се тражи и заштита од радијације. Улаз се гради у степеничастом облику или као рампа с вратима за улаз. Улаз мора да издржи натпритисак нуклеарне или обичне експлозије на пројектираној даљини.